# SEA IV

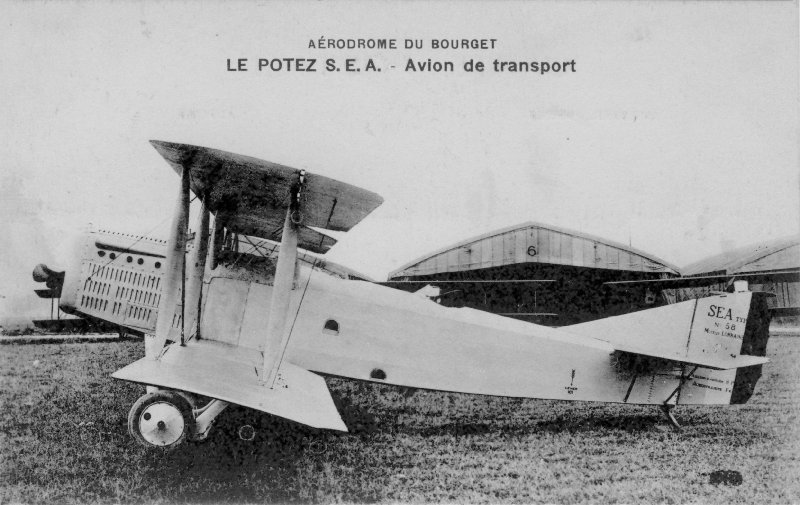
SEA IV

SEA IV là một loại máy bay quân sự của Pháp trong Chiến tranh thế giới I và thời kỳ sau chiến tranh.

## Quốc gia sử dụng
Pháp

## Tính năng kỹ chiến thuật (SEA IV C2)
Đặc điểm tổng quát
- Kíp lái: 2
- Chiều dài: 8,50 m (27 ft 11 in)
- Sải cánh: 12 m (39 ft 4 in)
- Chiều cao: 3,10 m (10 ft 2 in)
- Diện tích cánh: 37,5 m² (403 ft²)
- Trọng lượng rỗng: 1.015 kg (2.233 lb)
- Trọng lượng cất cánh tối đa: 1.620 kg (3.564 lb)
- Động cơ: 1 × Lorraine-Dietrich 12Da 10, 261 kW (350 hp)

 Hiệu suất bay 
- Vận tốc cực đại: 218 km/h (118 knot, 136 mph)
- Tầm bay: 700 km (378 nm, 437 dặm)
- Trần bay: 7.400 m (24.272 ft)

Trang bị vũ khí

- 1 × Súng máy Vickers.303
- 2 × Súng máy Lewis.303